# Parque natural de la cordillera del Monte Inayawan
El Parque natural de la cordillera del Monte Inayawan es un área protegida de montañas boscosas de la región norte de Mindanao en el sur de las Filipinas. El parque abarca la cordillera también conocida como el Monte Iniaoan ubicada en el municipio litoral de Nunungán en Lanao del Norte y cubre una superficie total de 3.632,74 hectáreas (8,976.7 acres) con una zona de amortiguamiento de 889,04 hectáreas (2,196.9 acres). El área fue designada oficialmente como un parque natural el 30 de julio de 2007 por la Proclamación N.º 1344 firmada por la presidenta Gloria Arroyo. Se trata de un área de la cuenca crítica y la selva tropical más grande que queda en Lanao del Norte. 
El parque está situado en el barangay de Inayawan en Nunungán, a unos 115 kilómetros (71 millas) al suroeste de la ciudad de Iligan, cerca de la frontera con la provincia de Lanao del Sur y a unos 14 kilómetros (8.7 millas) al norte de la punta Magapu y la bahía Illana. Se centra alrededor del monte Iniaoan, una montaña cónica que es la más alta de la provincia con una altitud de 5.204 pies (1.586 m). El lago Nunungán a 1.535 metros (5.036 pies) es uno de los lagos más altos en las Filipinas y también se encuentra dentro del parque. Se compone de tres lagos que abastecen de agua a los municipios en el Valle Kapatagan y tiene un suministro abundante de pescado.